# 克洛斯特
克洛斯特是奥地利施蒂利亚州德意志兰茨贝格县的一个市镇。总面积22.01平方公里，总人口215人，人口密度9.8人/平方公里（2001年）。